# Klášter alžbětinek (Brno)
Klášter a špitál svaté Alžběty v Brně vznikl v polovině 18. století. Nachází se v Kamenné ulici v městské části Brno-střed.

## Historie

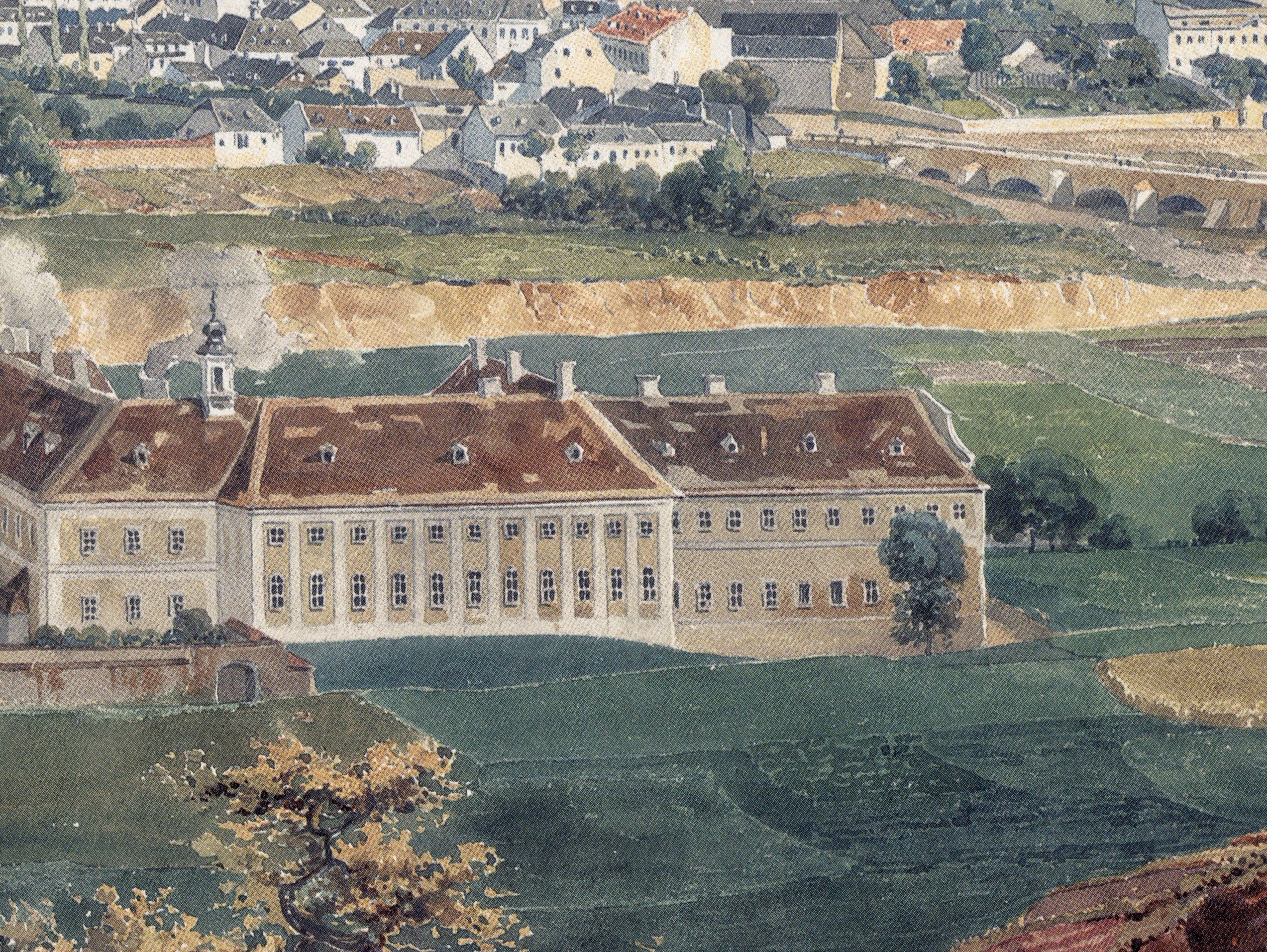
Detail kláštera na malbě Eduarda Gurka z roku 1839

Roku 1748 řádu svaté Alžběty darovala Marie Johana Alžběta hraběnka z Waldorfu dům se zahradou. Ten však byl příliš malý a nevyhovoval potřebám řádu, proto byl poblíž Svratky zakoupen pozemek pro zřízení nového kláštera. Ten byl koncem 18. století dokončen, plánovaný kostel ale postaven nebyl (je zde pouze kaple svaté Alžběty). Zakladatelka kláštera alžbětinek Marie Johana Alžběta z Waldorfu byla štědrou dárkyní také řádu kapucínů. Po smrti roku 1758 byla pochována v brněnské kapucínské hrobce.
Po roce 1950 se konvent stal součástí Charity, nacházela se zde léčebna dlouhodobě nemocných a domov důchodců, řeholnice tu však i nadále mohly pracovat. Po Sametové revoluci byl objekt alžbětinkám vrácen. V současné době zde opět existuje konvent a sestry pracují v tamním hospici. 

### Program záchrany architektonického dědictví
V rámci Programu záchrany architektonického dědictví bylo v letech 1995–2014 na opravu kostela čerpáno 2 605 000 Kč.
| rok    | 2009 | 2010 | 2011 | 2012 | 2013 |
| ------ | ---- | ---- | ---- | ---- | ---- |
| částka | 500  | 520  | 685  | 500  | 400  |

## Barokní lékárna

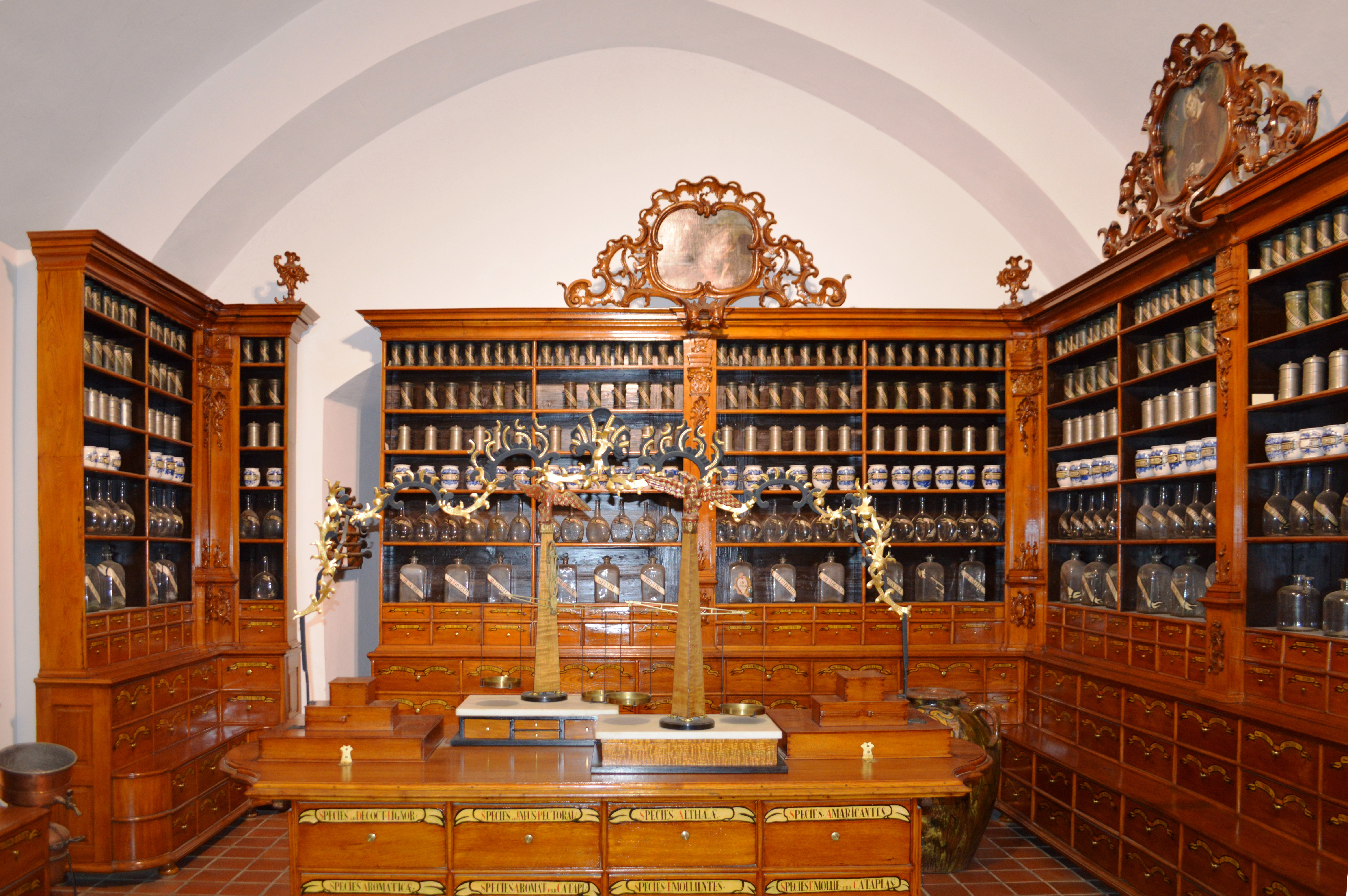
Mobiliář lékárny na hradě Špilberk

Mobiliář lékárny z roku 1754 byl kvůli modernizaci na konci 19. století nahrazen. Alžbětinky si uvědomovaly umělecké a historické hodnoty mobiliáře a přijaly návrh zastupitelů města, na uspořádání sbírky na jeho odkoupení a tedy i finanční pomoc na vybavení lékárny nové. Řada podnikatelů v letech 1906–1907 přispěla 5000 korunami a odkoupený mobiliář město Brno posléze dalo do péče městskému muzeu, dnes Muzeu města Brna. V letech 1908–1934 se lékárna nacházela na Nové radnici, následně byla přestěhována do prostor na Šilingrově náměstí č. 2. S přestěhováním muzea se lékárna přesunula na hrad Špilberk, kde je dosud.